# 迪埃穆瓦地区丰坦
迪埃穆瓦地区丰坦（法語：Fontaines-en-Duesmois）是法国科多尔省的一个市镇，位于该省西北部，属于蒙巴尔区。该市镇总面积17.9平方公里，2009年时的人口为133人。

## 人口
迪埃穆瓦地区丰坦人口变化图示